# エフエム大阪
株式会社エフエム大阪（エフエムおおさか、FM OSAKA Co., Ltd.）は、大阪府を放送対象地域としてFM放送（超短波放送）を行う特定地上基幹放送事業者である。
略称はfmoである（かつては公式略称としてFMOが使用されていた時期もあった）。通常表記はFM大阪、もしくはFM OSAKA（2008年3月までの表記はfm osaka）、FO（エフオー）。コールサインはJOBU-FM。

## 概要

### 企業情報
- 全国ネットワークを保有する日本で唯一の民放FM[注 1]であるTOKYO FMをキー局とする「全国FM放送協議会」(JAPAN FM NETWORK、JFN)の準キー局および基幹局である。
- 準キー局としてJFN系列への全国ネット番組をもつほか、TOKYO FMまたはinterfm[注 2]との東阪2局ネット番組などを制作している。
- 当局含めたJFN系列38局はACジャパン（旧・公共広告機構）の正会員企業の一つである[5]。
- 近畿2府4県の民放FM局で唯一、昭和時代に開局した。
  - 1980年代の民放ラジオ開局ブームが近畿2府4県は他地域と比べて遅かったからである（兵庫エフエム放送#歴史、エフエム京都#歴史を参照）。

### 本社所在地
- 〒556-8510 大阪府大阪市浪速区湊町1丁目3番1号 湊町リバープレイス内

### 東京支社
- 〒102-0083 東京都千代田区麹町4丁目8番26号 ロイクラトン麹町2階[1][注 3]

### 情報提供
朝日新聞大阪本社、読売新聞大阪本社、共同通信社、日本気象協会、日本道路交通情報センター

## 沿革
- 1969年（昭和44年）

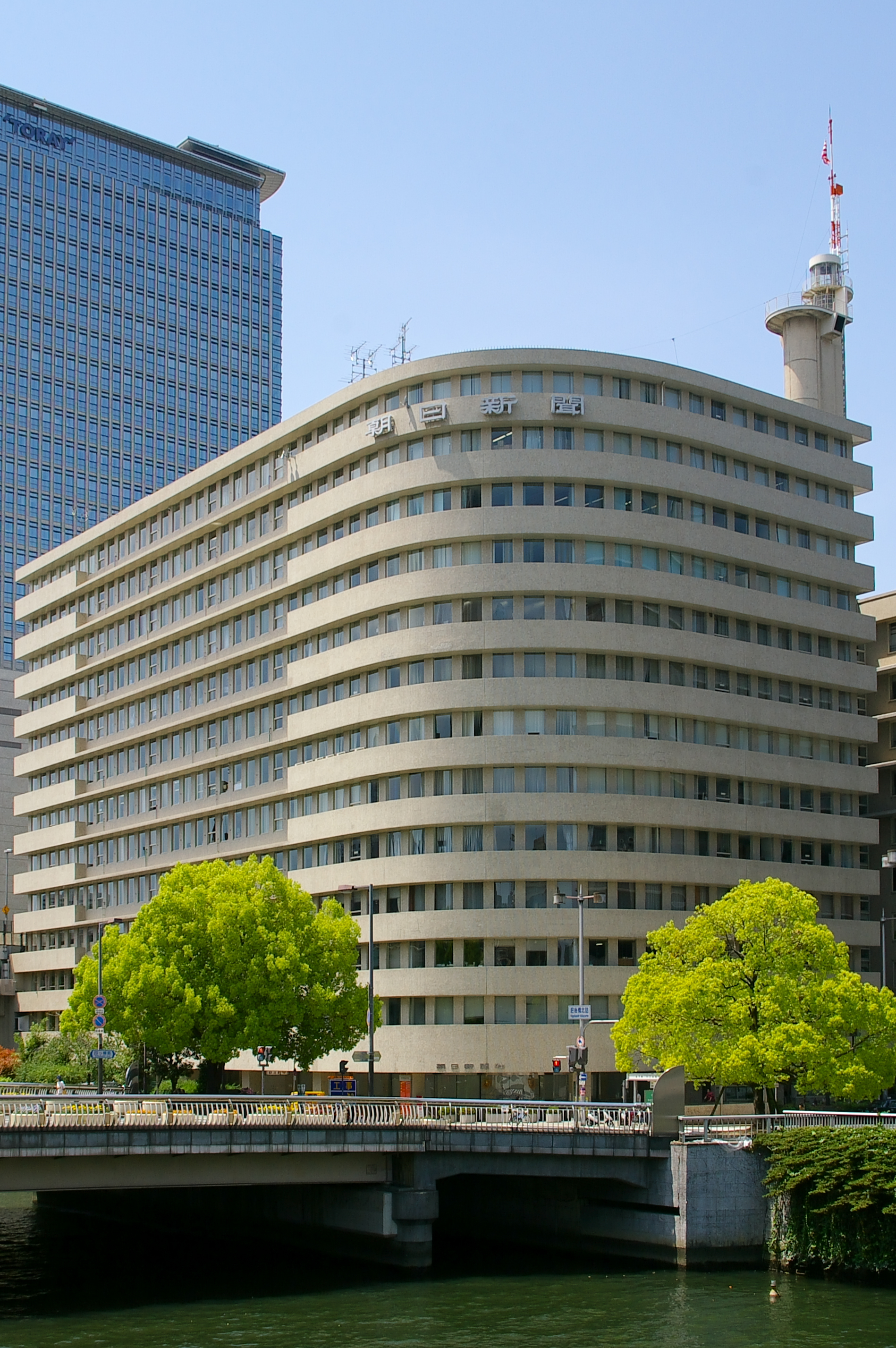
朝日新聞大阪本社ビル（開局当初から2002年7月までエフエム大阪の本社が入っていた）

  - 3月31日 - 大阪府民間FM放送への免許申請が統合された新大阪音楽放送（設立中）へ予備免許交付。ただし、8月31日までに会社設立を行うことと、設立までの間、予備免許の効力は停止とされている[6]。
  - 8月21日 - 経営者である大阪音楽エフエム放送株式会社が設立される（これにより、8月28日に予備免許の効力発生）。
- 1970年（昭和45年）
  - 4月1日 - 全国2番目、近畿地区初の民間FM局として、大阪市北区中之島の朝日新聞大阪本社ビル内で開局[注 4]。当初の送信所は、本社の向かいにある新朝日ビル屋上[7]に建てられ、地上高は130メートルであった[注 5]。
  - 8月1日 - エフエム東京と番組ネット契約締結。
  - 11月7日 - 大阪音楽エフエム放送株式会社から商号変更し、現社名となる。
- 1971年（昭和46年）6月 - 海抜313メートルの飯盛山へ送信所移転、サービスエリアが従来から30%広がる[7]。中之島で2台あった送信機のうち、5月上旬に1号機を搬出、5月下旬から試験電波発射。この後に2号機も移設され、7月上旬には飯盛山でも2台体制となった。従来の中之島の鉄塔は飯盛山へのSTL用として転用[6]。
- 1980年（昭和55年）8月 - 開局10周年を記念して「音づくりこの10年」という記念誌が発行された[8]。
- 1996年（平成8年） - 文字多重放送（見えるラジオ）開始。コールサインはJOBU-FCM。
- 2002年（平成14年）7月 - 大阪市浪速区湊町の複合施設「湊町リバープレイス」へ本社を移転。7月22日 13:00をもって湊町リバープレイスからの放送となり、今日に至っている。
- 2010年（平成22年）3月15日 - ほかの在阪ラジオ5局と共同でインターネットでのサイマル放送「radiko」を試験的に開始した。ただし、このサービスは地方局に配慮して、当面の間は配信エリアを大阪・京都・兵庫・奈良の2府2県に制限されていた[9]。同年12月1日からは和歌山県と滋賀県にも拡大。
- 2014年（平成26年）3月31日 - 文字多重放送廃止。
- 2020年（令和2年）4月1日 - 開局50周年。
- 2025年（令和7年）4月1日 - 開局55周年。

### 1990年代
1989年（平成元年）のFM802（JFL）開局以来、聴取率で802の後塵を拝することになる。そこで平日の帯番組をリニューアルして巻き返しを図る。1994年にキャッチコピー「EASY 851」（イージー ハチゴーイチ）を採用し、FM802に徹底的に対抗する。この鮮烈な聴取率争いにより、在阪AM局（朝日放送ラジオ・MBSラジオ・ラジオ大阪）から若年層のリスナーを奪うこととなる。
特徴的な番組としては、学生をターゲットにした早朝の『ミック宮川のASA-REN 5』、女性リスナーへ向けた『若宮テイ子のBREAKFAST CLUB』や『JAC851』、帰宅時間に放送する梅田マルビル内タワーレコード梅田店から公開生放送『Jay-Land Shuffle』、金曜日午後の『COUNT DOWN KANSAI TOP100』、洋楽専門『GETSU-MOKU19』が挙げられる。1990年代後半は一貫してスペシャルウィーク（聴取率調査週間）は『Hit Parade』として展開した。新事業としてラジオショッピング『ラジマート』、DJ養成スクール（FM Osaka DJアカデミー）を立ち上げた。特にDJ養成スクールでは自局をはじめ、地方局の番組で活躍しているDJを多数輩出している。
選曲ではFM802が一切流さないアイドル（ジャニーズなど）の楽曲を積極的に流したほか、ブレイク前からシャ乱QやJUDY AND MARYを強くプッシュしていた。また1990年代後半の声優ブームの時には椎名へきるもプッシュしていた。こうして、802との差別化を図り、さらにはAM局の深夜番組を苦戦に追いやっている。
また、1989年度春季の編成でそれまで平日の放送は長年6:00開始、翌朝3:45終了（週末は終了時刻が変則）だったものを、日曜深夜～月曜未明を除いて5:00を1日の基点とした24時間放送に移行した。大阪府を拠点とするFMラジオ局ではNHK、民放を通して初めての終夜放送となった。

#### 関西圏における小室哲哉旋風の火付け役
FM802とは選曲の傾向や番組の色合いが大きく違っていたため、ある意味でリスナーの棲み分けがあった。その例の一つが小室ファミリーの楽曲である。エフエム大阪は早くから積極的に取り上げる一方、FM802が小室楽曲の締め出しを決める。その直後は聴取率で802に接近するが、首位の座を奪還するには至らなかった。
1990年代、月曜日から木曜日の夕方に放送されていたJポップ専門番組『Jay-Land Shuffle』内のミニ番組「BRAND NEW COMMER」ではDJ KOOと小室哲哉が出演し、まだ小室ブームが起こる前のプロデューサー黎明期にEUROGROOVEやANISS、大谷健吾など多くの新曲を披露し、リリース情報を積極的に伝えた。

### 2000年代
在阪AM各局に対しては年々優位さが増していく。その要因として、FM802の番組路線や、前述の「選曲規制」を敬遠するリスナーが少なくないことや昼間時間帯に若年層をターゲットにした番組編成にしていることが挙げられる。平日夜間はJFNネット番組の比率は高まるものの、AM局と比べると聴取率が安定している。若年層のシェアだけに限ればFM802開局後、『MBSヤングタウン』（平日枠）、『ABCミュージックパラダイス』など若者向けの番組が次々打ち切られ、平日夜間の番組路線の変動が激しいことなどから証明するように在阪AM各局でのシェアは急激に低下しており、若年層を中心にリスナーの吸い上げにはある程度成功しているといえる。
一方、FM802の堅調や国内で数少ない独自路線を貫いているα-Stationの台頭に加え、2002年の本社移転後に行った大改編、2003年には兵庫エフエムラジオ放送（当時。Kiss-FM KOBE）がJFNに加盟したことで京阪神地区において番組の差別化が図りにくくなり、聴取率の下落が顕著になる。また、移転以前と比べて頻繁に番組編成を変更するようになり、極めて厳しい状況に立たされる。
2006年度決算で、売上高が前年度比18.4%のマイナス、純損失4億円で5期連続の赤字となった。事態打開を図るため、系列キー局のTOKYO FMへ経営支援を要請した。結果、同社の関連会社であるジャパンエフエムネットワーク（JFNC）からの経営支援を受けることとなり、前田一社長をはじめとする常勤役員が総退陣。エフエム大阪出身のJFNC専務・原田久夫が新社長に就任した。2007年8月から9月にかけて、全曜日で放送していた早朝の生放送を廃止し朝の全国ネット番組のネットを開始。夜間ではこれまでネットされていなかった『やまだひさしのラジアンリミテッドDX』などJFNCからの供給番組の増加などが起こった。これにより2007年10月に、FM福岡に「JFN系地方局で最も自社制作番組の多いFMラジオ局」の座を譲ることになった。
その後、ある程度経営の安定化に成功したのか、2009年（平成21年）4月改編で平日早朝の自社制作帯番組が復活している。また、2009年・2010年（平成22年）のキャッチコピーは「Link Your Next!」（直訳すると「隣の人とつながろう」）だった。
2011年（平成23年）3月31日から、4月1日にかけて、特別番組『West for East 〜POWER OF MUSIC〜』が放送された。

#### 自社制作コンセプトの復活
2009年4月1日、『PEACE!』の放送が始まる。前述のように、経営がある程度安定したことが原因とみられるが、これまでの『SKY from OSAKA』『クロノス from OSAKA』という、5:00 - 8:20のJFN A/Bラインのうち、東京ローカル部分のみの差し替え放送をやめ、再び大阪ローカル番組の中にAライン番組を内包させる構成となった。
また、2010年秋には『スカッシュ!』を立ち上げ。約4年ぶりに平日の帯番組が5時スタートとなった。2011年5月には、平日は5:00 - 22:00にかけて自社制作中心の編成を行い、深夜4時台は依然としてファイル配信番組で編成。平日深夜は『扉-TO VILLA-』をJFNCから放送し、水曜は大阪制作だったが、『扉』の終了で再びネット受けを取りやめ、大阪ローカルに戻った。水曜日は『扉』を担当していたRIOが続投していた。
このほか、早朝に10分間の全国ネット番組『Love in Action!』を制作したり、土曜の自社制作早朝ワイド『気分は、バーディラッシュ!』を岡山・香川・滋賀・徳島にネットするなど、新規の番組販売も行った。また、週末を中心にTOKYO FM制作番組の「大阪のみ」へのネット開始を行っている（後述）。なお、2011年10月からは土曜朝の番組である『サタ☆スポ!』は大阪発の全国放送として2022年9月24日まで11年間放送された（一部地域除く。TOKYO FMでは番組開始以来未ネットだったが、2016年10月 - 2017年3月に6:00 - 6:55で放送されていた）。

#### 自社制作枠の減少・他局の台頭
2012年3月をもって『スカッシュ!』が終了し、2012年4月から、5時台はJFNC制作のファイル配信番組、6時台はJFN Bラインのネット受け（この時点では『中西哲生のクロノス』）が再開され、平日早朝の自社制作帯番組が姿を消した。これにより、平日の自社帯番組のスタートは8:20と大幅に繰り下げられた。2014年4月より朝のワイド番組『OSAKA MORNING VIEW』（金曜は『Precious.』）の放送開始時刻が6:00に再度繰り上がり『中西哲生のクロノス』はAラインのみの放送となった。その後2016年4月より朝のワイド番組『GOOD MORNING OSAKA』の放送開始時刻を7:30に再度繰り下げ、月 - 木に限り『中西哲生のクロノス』のB2＋Aラインの放送（Bラインネット受けの復活、一部差し替えあり。金曜の『速水健朗のクロノス・フライデー』はAラインのみネット）となったが、2017年4月より開始の朝ワイド番組『OH! MY MORNING 851』が3年前と同様6:00スタートに繰り上がったため、同年3月を以て『中西哲生のクロノス』のBラインネットが再度取りやめられるも、3年3か月後の2020年7月には『ONE MORNING』/『ONE MORNING FRIDAY』を6:00 - 8:20でネット再開するなど、短いスパンでBラインのネット受けと取りやめが繰り返されている不安定な状況がうかがえる。
また、同時に平日深夜枠においても、2012年3月をもって大阪ローカルを取りやめ、2012年4月からは『BIG SPECIAL』のネット受けとなり、大幅に自社制作枠が減少している。なお、『BIG SPECIAL』は本放送局のネット受け開始後より『扉』時代と同様に大阪制作の曜日が復活、2022年3月まで放送された『ON THE PLANET』も引き続き木曜放送分の制作を担当していた。
さらに、2012年4月に行われたFM COCOLOのFM802への事業譲渡後は、聴取率において厳しい状況に立たせられている。2013年4月度の関西圏ラジオ聴取率調査では、FM全局シェアでFM COCOLOに抜かれ、初の3位に転落している。
ただこの一方で、2022年（令和4年）4月改編においても日中帯の番組は堅調であり、2005年開始の『LOVE FLAP』は放送開始から17年、2007年開始の『なんMEGA!』は放送開始から15年が経過。放送時間の変更やパーソナリティの入れ替えはあれど、下記にある2017年の大改編も突破している。

#### フィラー枠へ転換などでの自社制作枠拡大へ
2024年（令和6年）3月末には、ジャパンエフエムネットワーク（JFNC）制作の番組を多数終了し、4月改編においてその大半には『HIT STREET』（フィラー枠）を充て、『Marché Coucou』『hug＋』は時間を拡大して朝6時からの開始に変更となり、事実上の自社制作枠が数年ぶりに拡大された。同年5月18日からは土日に放送しているHIT STREETの25分～60分の放送枠(早朝～夜の時間帯)を終了させて後継枠に、FM大阪の主にワイド番組を担当しているDJ及び、ゲストアーティストが担当する音楽セレクトプログラム『SET LIST for You』を放送開始させた。

### 前田一族との関係
元社長の前田一は、日本電波塔（当時、現：TOKYO TOWER）や南大阪新聞（現在の産経新聞の起源）、関西テレビ、ラジオ大阪などを創業した大阪出身の実業家・前田久吉の孫、ラジオ大阪元社長・日本電波塔元会長兼社長だった前田富夫の子にあたる。
富夫は元々ラジオ大阪の大株主であったが、2004年に読売新聞などマスメディア集中排除原則の上限を超えて放送局に出資していたとされる事例が多数報道されたことを契機として総務省が行った調査で、放送エリアの重なる当社の株式を20%保有していたことが発覚し、マスメディア集中排除原則に抵触。ラジオ大阪の株式は父・久吉が創業した産経新聞社に売却した。
ちなみに、総務省 電波利用ホームページでは、2005年の富夫死去後も2009年9月1日時点では名義はそのままとなっていたが（エフエム大阪は上場会社ではないため、株式を譲渡するときは名義を変更しなければならない株券電子化は義務付けられていない）、2010年10月1日時点では富夫の弟の前田伸（2007年6月からエフエム東京社外取締役）が社長を務める日本電波塔が20%を保有しており、この間に譲渡されたものと思われる。2020年7月1日時点では10分の1を超える議決権を有する株主はいない。なお、日本電波塔はKiss FM KOBEの運営を承継した兵庫エフエム放送にも19.2%出資している。

### 局名表記の変遷
本放送局の局名表記は開局から1999年（平成11年）3月までは「FM大阪」であったが、同年4月に「fm osaka」に変更し、新聞の番組表表記も「fm osaka」になった。この当時の小文字ロゴは、現在も本社が入居している湊町リバープレイスで見ることができる。
2008年（平成20年）4月1日から、英文表記を大文字の「FM OSAKA」に変更、新聞の表記などは「FM大阪」に戻した。同時に、ステーションキャラクターであった犬のマスコット「ハチ」もその役目を終えた。

FM OH!時代のステーションロゴ

2017年（平成29年）4月1日から、局の愛称を「FM OH!」（エフエム オー!）に改称した。愛称ロゴは「FM OH!」の右上に周波数を表す「851」、左下に「OH! My Music.」、右下に「OH! My Radio.」とそれぞれ小さく記載されている。「驚き」「発見」「おもしろい」「親近感」「つながる」という5つのメッセージを込めた「OH!」を改称のコンセプトに掲げている。同日から、新聞各紙の番組表やradikoの表記も「FM OH!」に改められ、放送上のコメントやジングルも「FM OH! 851」（エフエム オー! ハチゴーイチ）へと変更、全国ネット番組の呼びかけ時は「大阪、FM OH!」へと変更した。それに伴って『LOVE FLAP』を除く月-木曜の自社制作ワイド番組を刷新する改編を行い、朝ワイド番組開始を3年前と同じ6:00スタートに戻し、新たな夕方ワイド番組枠（18:00 - 19:30）を設置した。愛称変更の背景には「ラジオを取り巻く環境が変わっていく中で、伝統が足かせになってしまった部分があった」という局内の危機意識があったとのことで、変更後3ヶ月経った時点で、リスナーや業界関係者からは好意的な意見が多かったという。
2020年（令和2年）4月1日、開局50周年を迎えるのを機に、3年ぶりに愛称を変更。21年ぶりに「FM大阪」へ復すこととした。このことについては「訪日外国人が増え、万博も控えるなど『大阪』という言葉が海外に認知されている。変更に関する社内アンケートも好評だった」と述べている。また開局記念日を挟んで前日の3月31日 9:00 - 4月2日 11:00には50時間の開局特別番組「LAUGH&MUSIC RADIO」を放送した。

## 周波数・送信所
出典
| 親局   | 周波数  | 空中線電力 | 所在地   | 備考                                                                                        |
| ------ | ------- | ---------- | -------- | ------------------------------------------------------------------------------------------- |
| 大阪   | 85.1MHz | 10kW       | 飯盛山   | 送信所の建物と送信用アンテナはNHK大阪FM放送と共用。 送信塔はFM802も共用。                   |
| 中継局 | 周波数  | 空中線電力 | 所在地   | 備考                                                                                        |
| 中能勢 | 77.4MHz | 10W        | 野間西山 | 送信所はテレビ大阪・FM802・NHK大阪FM放送と共用。 送信アンテナはFM802・NHK大阪FM放送と共用。 |

- サービスエリア
  - 大阪府を放送対象地域とするが、FM大阪の会社概要では大阪府全域と、滋賀県、京都府、兵庫県、奈良県、和歌山県、徳島県、香川県、岡山県の各一部と表記されている[1]。

## 資本構成
企業・団体は当時の名称。出典：

### 2016年3月31日
| 資本金 | 発行済株式総数 | 株主数 |
| ------ | -------------- | ------ |
| 2億円  | 400,000株      | 18     |

| 株主                     | 株式数   | 比率  |
| ------------------------ | -------- | ----- |
| エフエム東京             | 40,000株 | 10.0% |
| 日本電波塔               | 40,000株 | 10.0% |
| 朝日新聞社               | 40,000株 | 10.0% |
| 電波新聞社               | 40,000株 | 10.0% |
| 阪急阪神ホールディングス | 40,000株 | 10.0% |
| フェイス                 | 40,000株 | 10.0% |
| テクノプランニング       | 40,000株 | 10.0% |

## 特徴

### 放送時間
5:00を起点として日曜深夜＝月曜早朝も含めた24時間放送を基本としている。
日曜深夜（月曜未明）もJFNCの箱番組や『COUNTDOWN KANSAI TOP40』『music pool』を編成することで原則終夜放送としていた（それでも不定期に休止あり）が、2017年4月の改編ではJFNCの番組を編成して24時間放送を行いつつも、随時2:00 - 5:00に定期的なメンテナンスタイム（原則として概ね第4日曜日が多いが、複数週にまたぐ休止日も存在する）が設けられることになった。ただし、短時間（4時台の番組の休止を伴うのみ）で終わることもある。

### 社会啓発活動
本放送局では、近年、社会啓発に関するキャンペーンを多く行っている。『MUSIC COASTER ∞』など中高生の聴取率が高い番組内でも積極的に啓発活動を行うため、幅広い世代に伝えることができる。番組・ホームページ・イベントを通してキャンペーンを行う。
STOP! DRUNK DRIVING PROJECT（通称：SDD PROJECT）
2007年度から開始された飲酒運転防止プロジェクトで、リスナー・アーティスト・タレント・キャスター・プロスポーツ選手・DJを巻き込み、大々的に行われる。
その集大成として、毎年2月（2016年は3月）に「LIVE SDD 20XX」が大阪城ホールで開催される。このライブは出演アーティスト全員がボランティアで出演するもので、当日の特別番組の中でライブの模様がダイジェストでオンエアされるほか、総合司会の小倉智昭が担当する全国ネットのテレビ番組でも取り上げられる。公式サイトでは、リスナーからのメッセージが募集・掲載され、多数のメッセージが寄せられる。
協賛社は、阪急電鉄・阪神電気鉄道を筆頭（コア・パートナー）に、サポート・パートナーとして阪急阪神ホールディングス・SGホールディングスほか3社、パートナーとして本放送局に出資・スポンサー契約しているマスコミや自動車関連や酒造メーカーや在阪企業など全49社、特別協力として関西テレビ放送・JFNCほか6社、メディア・パートナーとしてAIR-G'・K-mix・FM FUKUOKAのJFN系列3局も名を連ねている（これらすべてを「SDDパートナー」と総称する）。協賛各社は、本放送局に当該キャンペーンのイメージCMを流している。
当該キャンペーンの連動番組として「SDD 〜STOP! DRUNK DRIVING PROJECT〜」がレギュラー放送されている。こちらは、同様のキャンペーンを福井県内で行っているFM福井にもネットされている。
愛です!FM OSAKA～HIV／エイズについて考えよう!
タイトルは“AIDS”を“あいです”と読んだことに由来する。中高生の聴取率が高い夕方帯の番組内で紹介したり、関連番組には若者に人気のある女性モデルを起用するなど、積極的な告知をしている。
FM OSAKA防災キャンペーン
2008年度から。
初年度の2008年には9月1日に通常番組内で、約8時間にわたって特別企画を放送。その他、ホームページではリスナーの災害対策についての体験談を募集・掲載した。また1月16日には、『MUSIC COASTER FRIDAY』枠で特別番組を放送。『-COASTER』のDJであるみゆき・遠藤淳を起用し、レギュラー番組からの流れもあり、中高生からのメッセージも寄せられた。
KIDUNA -Let's go for a Happy Drive!-
2008年から。JAF45周年記念企画。JFN全国38局で実施。
DRIVE & LOVE
2009年から。JAFなどが後援し、NEXCO西日本等多くの企業・団体が協力している交通事故防止プロジェクト。『NEXCO西日本 Drive Porter Radio』と連動しており、同番組のネット全局（e-radio以西のJFN西日本20局）が、協力メディアとして参画している。

### その他
本社には生放送用のA・Bスタジオ、収録用の第1、第2、第3スタジオの計5つのスタジオがあり、このうち第3スタジオは隣接する主調整室とアナウンスブースを共有している。
自社制作帯番組において、しばらくホームページ内のリクエストフォームからのみ受け付けていたリクエストやメッセージだが、2013年10月中旬から番組宛の専用メールアドレスによる受け付けも再開された（番組内ではどちらの方法もアナウンスされている）。
紙のタイムテーブル（番組表）は旧愛称時代の2017年3月分までは毎月発行されていたが、愛称を変更した翌4月分より3ヶ月毎の発行に変更された。ちなみに入手方法だが、湊町リバープレイス（本社）や店頭での配布に限られ、郵送対応は一切行っていない。なお、PDF形式のタイムテーブルは公式ホームページ上にて毎月更新されており、右上に「時報スポット」としてJFN共通時報のスポンサー及び放送時刻が記載されている。また、番組枠のうち主に自社制作のネット番組とTOKYO FM・interfm制作番組では枠右下にネット局数も記載されている。

## オープニング・クロージング
- 1970年代、6:00放送開始。BGMには長い間、フランク・プゥルセル・オーケストラの『Good Morning Starshine』が使用されていた。
- 1970年代、クロージングにはフランク・プゥルセル・オーケストラの『Le Premier Pas』がフルで使用されていた。クロージング時、音楽から始まりイントロが終わって間もなく「お送りしてまいりました、FM大阪の番組も、そろそろお別れの時間が近づいてまいりました。夜が更けて、街の中にもやっと静けさが戻ってきました。身に慣れた音が一つ、また一つ消えていく、静寂の時間です。あなたはきょう、どんなふうにお過ごしになりました?きっと素敵な一日だったでしょうね。明日はもっと素晴らしい一日になりますようにと祈って、お別れいたしましょう。世界の人々が、みなさまに、おやすみなさいを告げています。」の後に様々な言語の『おやすみなさい』が流れ、「それでは、どちらさまも、ごきげんよう。おやすみなさい。」とアナウンスが入り曲が終わると「JOBU-FM、FM大阪が大阪中之島からお送りいたしました。」と言うものであった。
- 1980年代初めには「～♪JOBU~Osaka~♪FM OSAKA～JOBU F～M～♪」と女性コーラスが歌うオリジナルのBGM（ジングルにも使用された）が使用された。
- 1985年 - 1993年3月は『マイ・ワンダフル・ミュージック』（ハイ・ファイ・セット）がオープニング・クロージングで流れていた。期間中に中能勢中継局が開局したためその分アナウンスが追加された。また曲が流れ終わった後に英語でアナウンスしていた時代もあった。
- 1993年4月 - 2002年3月は『Ducky Hip』（ゴンチチ）、『フラッパーと哲学者』（中西俊博）がオープニングで流れていた。クロージングの曲はなし。
- 現在
  - クロージングは穏やかな音楽が流れ「FM大阪の放送は、ここで、しばらくお休みさせて頂きます。FM大阪は、周波数85.1MHz、出力10kWで、大東市飯盛山から。そして、周波数77.4MHz、出力10Wで、大阪府能勢町野間西山中継局から、お送りしました。」とアナウンスされ、音楽がフェードアウト。後に停波となる（日によってはテストトーンや無音の場合がある）。BGMは『I'll Be Around This Time』（Brian Bromberg）（2005年に確認）。
  - オープニングは4:51:10から放送され、さわやかな音楽が流れ「おはようございます。JOBU-FM、FM大阪です。FM大阪は周波数85.1MHz、出力10kWで、大東市飯盛山から。そして、周波数77.4MHz、出力10Wで、大阪府能勢町野間西山中継局から、お送りします。」そこから音楽が4:59まで放送される（繰り返して流す）。BGMはスヌーピーのBGM『Linus And Lucy』（デイヴィッド・ベノワ）（2005年に確認）。

普段日曜も終夜放送を実施しているため、大規模工事を行う際に不定期に流れる（その場合2:00に終了することが多い）。

## 再送信局

### ケーブルテレビ
- 大阪府
  - ケイ・キャット（K-CAT）
- 兵庫県
  - ケーブルネット神戸芦屋（J:COM 神戸・芦屋）
  - 明石ケーブルテレビ（ACTV135）
  - 朝来市ケーブルテレビ（Aネット）
  - 淡路五色ケーブルテレビ
  - 淡路島テレビジョン
  - J:COM 神戸・三木
  - ベイ・コミュニケーションズ
  - BAN-BANテレビ
  - 滝野ケーブルコミュニケーションズ（TCC）
  - たかテレビ（多可町）
  - 養父市ケーブルテレビジョン（ふれあいネット）
- 奈良県
  - 近鉄ケーブルネットワーク（KCN）
  - こまどりケーブル
- 三重県
  - 伊賀上野ケーブルテレビ（ICT）

- 岡山県
  - 岡山ネットワーク（oniビジョン）
  - 吉備ケーブルテレビ
  - 倉敷ケーブルテレビ（KCT）
  - 玉島テレビ放送（TTC）
  - 高梁市成羽有線テレビジョン（なりわビジョン（NCT））
  - 美作市ケーブルテレビ（みまちゃんネル）
- 徳島県
  - ケーブルテレビ徳島
  - テレビ鳴門
  - 阿波市ケーブルネットワーク
  - 東阿波ケーブルテレビ
  - 徳島県南メディアネットワーク
  - ケーブルネットおえ
  - 那賀町ケーブルテレビ
  - エーアイテレビ
- 香川県
  - 香川テレビ放送網（KBN）
  - ケーブルメディア四国（CMS）
- 高知県
  - 高知ケーブルテレビ（KCB）
- 関西圏
  - ケイ・オプティコム（K-CAT eo光テレビ）

### 有線放送
- USEN440
  - 大阪・兵庫・京都・滋賀・奈良・和歌山・岡山・徳島・香川の各地区

### インターネット
- radiko（PC・スマートフォンなど）
放送局記号は「FMO」。
無料で聴取できる地域は、大阪・兵庫・京都・滋賀・奈良・和歌山の各府県。
上記以外の地域でも、エリアフリーの「radikoプレミアム」（有料）で聴取可能。
- WIZ RADIO / JFN PARKアプリ（AndroidスマートフォンとiPhone）
地域制限なし。

## 主なDJ
出典
- 赤松悠実
- 淡路祐介
- 遠藤淳
- 大塚由美
- 片山優
- U.K. / 楠雄二朗
- KOJI
- 小早川秀樹
- 桜井雅斗
- 下埜正太
- しもぐち☆雅充
- 珠久美穂子
- 鈴木しょう治
- 谷口キヨコ
- 中島静香
- 前田彩名
- みぃ
- 三浦茉莉
- RIO

アーティストDJ
- 五十嵐はるみ
- ウインズ平阪
- 江口紗耶
- NMB48
- 岡佑吏
- clearance
- 小島健
- Kolokol
- SUPER★DRAGON
- 末澤誠也
- そえんじ
- 高嶺のなでしこ
- 超特急
- 永岡蓮王
- 西田汐里
- FANTASTICS from EXILE TRIBE
- 藤原丈一郎
- 正門良規
- 松岡充
- 真弓孟之
- 森高千里
- 吉川太郎
- Little Black Dress

### 主な過去のDJ
- アイクル[注 15]
- 池田なみ子
- 井上麻子
- 岩田泉未
- 江藤麻由
- MC AMI
- 大西ユカリ
- 落水七重
- 奥川陽子
- 川崎亜沙美
- 岸本雅美
- 久米村直子
- 慶元まさ美
- 小嶋晶子
- 五島清富
- 清水理恵子
- 杉本清
- 高橋春美
- 玉川美沙
- 浜平恭子
- 春野恵子
- ヒロ寺平
- 藤沢俊一郎
- マーキー谷口（現：マーキー）
- 丸山みづ紀
- みゆき
- ミック宮川
- ミチコ
- 森夏子
- 森裕子
- 矢口清治
- 山本シュウ
- 若宮テイ子

### 主な過去のアーティストDJ
- 愛内里菜
- 阿久根温世
- 相川七瀬
- aiko
- Aimmy
- 秋休
- In 197666
- 植田真梨恵
- 浦朋恵
- ウルフルズ
- Especia
- 大橋和也
- 奥華子
- 嘉門達夫
- 岡本隆根
- がんばれ!Victory
- Candy Boy
- 久保田利伸
- ケラケラ
- 小泉ニロ
- 寿君
- 坂口有望
- さくまひでき
- Shout it Out
- SunSet Swish
- cinema staff
- Giselle4
- Sky
- 瀬川あやか
- タイナカサチ
- 高橋 恭平
- 竹野世梛
- TANAKA ALICE
- 筒井俊旭
- Dream Shizuka
- 蜷川べに
- 橋本さとし
- 初音
- HANDSIGN
- 平原綾香
- 平松愛理
- 別所哲也
- MARSAS SOUND MACHINE
- 前田亘輝
- マキシマム ザ ホルモン
- 宮田和弥
- ももすももす
- ユナク（超新星）
- ラックライフ
- LOVE
- Yun*chi

## アナウンサー
現在
- 服部晃一郎

過去
- 吉川智昭
- 石田洋一
- 豊田一美（後にエフエム滋賀に移籍。現在はフリー）
- 田中邦臣
- 安部邦雄
- 藤田真理子
- 高井豊子
- 村地孝明
- 大島守
- 有賀祝

## 番組

### 現在放送中の番組
※ 2025年8月時点。
太字は自社制作番組。

#### 平日
| 時                                                                | 月曜 | 火曜 | 水曜 | 木曜 | 金曜 |
| ----------------------------------------------------------------- | --- | --- | --- | --- | --- |
| 5                                                                 | 5:00 アサトク - しもぐち☆雅充、片山優 | 5:00 アサトク - しもぐち☆雅充、片山優 | 5:00 アサトク - しもぐち☆雅充、片山優 | 5:00 アサトク - しもぐち☆雅充、片山優 | 5:00 HIT STREET |
| 6                                                                 | 5:00 アサトク - しもぐち☆雅充、片山優 | 5:00 アサトク - しもぐち☆雅充、片山優 | 5:00 アサトク - しもぐち☆雅充、片山優 | 5:00 アサトク - しもぐち☆雅充、片山優 | 6:00 Hug+（はぐたす） - 大塚由美 ▽6:55 MY OLYMPIC（TOKYO FM） ▽7:00 MORNING HEADLINE（TOKYO FM） ▽7:10 リポビタンD TREND NET（TOKYO FM） ▽7:20 JA共済 presents なるほど! 交通安全（TOKYO FM） ▽7:40 NOEVIA Song of Life（TOKYO FM、東阪2局ネット） ▽8:01 イエローハット TODAY'S KEY NUMBER（TOKYO FM） ▽8:09 今日のスポーツ（TOKYO FM） ▽8:10 NEW TREND ONE（TOKYO FM） |
| 6                                                                 | 6:55 MY OLYMPIC（TOKYO FM） | | | | 6:00 Hug+（はぐたす） - 大塚由美 ▽6:55 MY OLYMPIC（TOKYO FM） ▽7:00 MORNING HEADLINE（TOKYO FM） ▽7:10 リポビタンD TREND NET（TOKYO FM） ▽7:20 JA共済 presents なるほど! 交通安全（TOKYO FM） ▽7:40 NOEVIA Song of Life（TOKYO FM、東阪2局ネット） ▽8:01 イエローハット TODAY'S KEY NUMBER（TOKYO FM） ▽8:09 今日のスポーツ（TOKYO FM） ▽8:10 NEW TREND ONE（TOKYO FM） |
| 7                                                                 | 7:00 ONE MORNING（TOKYO FM、7:30 - 8:00は東阪2局ネット） ▽7:00 MORNING HEADLINE ▽7:10 リポビタンD TREND NET ▽7:19 （火）KUMON 笑顔100点満点 ▽7:20 （月）メットライフ生命 presents マイ マネーハック （火・木）ONE MORE NEWS （水）食と農を未来へつなぐ ▽7:40 NOEVIA Song of Life ▽8:01 イエローハット TODAY'S KEY NUMBER ▽8:09 今日のスポーツ ▽8:10 （月・水・木）NEW TREND ONE （火）KINKATSU TREND ONE  | 7:00 ONE MORNING（TOKYO FM、7:30 - 8:00は東阪2局ネット） ▽7:00 MORNING HEADLINE ▽7:10 リポビタンD TREND NET ▽7:19 （火）KUMON 笑顔100点満点 ▽7:20 （月）メットライフ生命 presents マイ マネーハック （火・木）ONE MORE NEWS （水）食と農を未来へつなぐ ▽7:40 NOEVIA Song of Life ▽8:01 イエローハット TODAY'S KEY NUMBER ▽8:09 今日のスポーツ ▽8:10 （月・水・木）NEW TREND ONE （火）KINKATSU TREND ONE  | 7:00 ONE MORNING（TOKYO FM、7:30 - 8:00は東阪2局ネット） ▽7:00 MORNING HEADLINE ▽7:10 リポビタンD TREND NET ▽7:19 （火）KUMON 笑顔100点満点 ▽7:20 （月）メットライフ生命 presents マイ マネーハック （火・木）ONE MORE NEWS （水）食と農を未来へつなぐ ▽7:40 NOEVIA Song of Life ▽8:01 イエローハット TODAY'S KEY NUMBER ▽8:09 今日のスポーツ ▽8:10 （月・水・木）NEW TREND ONE （火）KINKATSU TREND ONE  | 7:00 ONE MORNING（TOKYO FM、7:30 - 8:00は東阪2局ネット） ▽7:00 MORNING HEADLINE ▽7:10 リポビタンD TREND NET ▽7:19 （火）KUMON 笑顔100点満点 ▽7:20 （月）メットライフ生命 presents マイ マネーハック （火・木）ONE MORE NEWS （水）食と農を未来へつなぐ ▽7:40 NOEVIA Song of Life ▽8:01 イエローハット TODAY'S KEY NUMBER ▽8:09 今日のスポーツ ▽8:10 （月・水・木）NEW TREND ONE （火）KINKATSU TREND ONE  | 6:00 Hug+（はぐたす） - 大塚由美 ▽6:55 MY OLYMPIC（TOKYO FM） ▽7:00 MORNING HEADLINE（TOKYO FM） ▽7:10 リポビタンD TREND NET（TOKYO FM） ▽7:20 JA共済 presents なるほど! 交通安全（TOKYO FM） ▽7:40 NOEVIA Song of Life（TOKYO FM、東阪2局ネット） ▽8:01 イエローハット TODAY'S KEY NUMBER（TOKYO FM） ▽8:09 今日のスポーツ（TOKYO FM） ▽8:10 NEW TREND ONE（TOKYO FM） |
| 8                                                                 | 7:00 ONE MORNING（TOKYO FM、7:30 - 8:00は東阪2局ネット） ▽7:00 MORNING HEADLINE ▽7:10 リポビタンD TREND NET ▽7:19 （火）KUMON 笑顔100点満点 ▽7:20 （月）メットライフ生命 presents マイ マネーハック （火・木）ONE MORE NEWS （水）食と農を未来へつなぐ ▽7:40 NOEVIA Song of Life ▽8:01 イエローハット TODAY'S KEY NUMBER ▽8:09 今日のスポーツ ▽8:10 （月・水・木）NEW TREND ONE （火）KINKATSU TREND ONE  | 7:00 ONE MORNING（TOKYO FM、7:30 - 8:00は東阪2局ネット） ▽7:00 MORNING HEADLINE ▽7:10 リポビタンD TREND NET ▽7:19 （火）KUMON 笑顔100点満点 ▽7:20 （月）メットライフ生命 presents マイ マネーハック （火・木）ONE MORE NEWS （水）食と農を未来へつなぐ ▽7:40 NOEVIA Song of Life ▽8:01 イエローハット TODAY'S KEY NUMBER ▽8:09 今日のスポーツ ▽8:10 （月・水・木）NEW TREND ONE （火）KINKATSU TREND ONE  | 7:00 ONE MORNING（TOKYO FM、7:30 - 8:00は東阪2局ネット） ▽7:00 MORNING HEADLINE ▽7:10 リポビタンD TREND NET ▽7:19 （火）KUMON 笑顔100点満点 ▽7:20 （月）メットライフ生命 presents マイ マネーハック （火・木）ONE MORE NEWS （水）食と農を未来へつなぐ ▽7:40 NOEVIA Song of Life ▽8:01 イエローハット TODAY'S KEY NUMBER ▽8:09 今日のスポーツ ▽8:10 （月・水・木）NEW TREND ONE （火）KINKATSU TREND ONE  | 7:00 ONE MORNING（TOKYO FM、7:30 - 8:00は東阪2局ネット） ▽7:00 MORNING HEADLINE ▽7:10 リポビタンD TREND NET ▽7:19 （火）KUMON 笑顔100点満点 ▽7:20 （月）メットライフ生命 presents マイ マネーハック （火・木）ONE MORE NEWS （水）食と農を未来へつなぐ ▽7:40 NOEVIA Song of Life ▽8:01 イエローハット TODAY'S KEY NUMBER ▽8:09 今日のスポーツ ▽8:10 （月・水・木）NEW TREND ONE （火）KINKATSU TREND ONE  | 6:00 Hug+（はぐたす） - 大塚由美 ▽6:55 MY OLYMPIC（TOKYO FM） ▽7:00 MORNING HEADLINE（TOKYO FM） ▽7:10 リポビタンD TREND NET（TOKYO FM） ▽7:20 JA共済 presents なるほど! 交通安全（TOKYO FM） ▽7:40 NOEVIA Song of Life（TOKYO FM、東阪2局ネット） ▽8:01 イエローハット TODAY'S KEY NUMBER（TOKYO FM） ▽8:09 今日のスポーツ（TOKYO FM） ▽8:10 NEW TREND ONE（TOKYO FM） |
| 8:20 Marché Coucou - 珠久美穂子                                   | | | | | 6:00 Hug+（はぐたす） - 大塚由美 ▽6:55 MY OLYMPIC（TOKYO FM） ▽7:00 MORNING HEADLINE（TOKYO FM） ▽7:10 リポビタンD TREND NET（TOKYO FM） ▽7:20 JA共済 presents なるほど! 交通安全（TOKYO FM） ▽7:40 NOEVIA Song of Life（TOKYO FM、東阪2局ネット） ▽8:01 イエローハット TODAY'S KEY NUMBER（TOKYO FM） ▽8:09 今日のスポーツ（TOKYO FM） ▽8:10 NEW TREND ONE（TOKYO FM） |
| 9                                                                 | | | | | 6:00 Hug+（はぐたす） - 大塚由美 ▽6:55 MY OLYMPIC（TOKYO FM） ▽7:00 MORNING HEADLINE（TOKYO FM） ▽7:10 リポビタンD TREND NET（TOKYO FM） ▽7:20 JA共済 presents なるほど! 交通安全（TOKYO FM） ▽7:40 NOEVIA Song of Life（TOKYO FM、東阪2局ネット） ▽8:01 イエローハット TODAY'S KEY NUMBER（TOKYO FM） ▽8:09 今日のスポーツ（TOKYO FM） ▽8:10 NEW TREND ONE（TOKYO FM） |
| 10                                                                | | | | | 6:00 Hug+（はぐたす） - 大塚由美 ▽6:55 MY OLYMPIC（TOKYO FM） ▽7:00 MORNING HEADLINE（TOKYO FM） ▽7:10 リポビタンD TREND NET（TOKYO FM） ▽7:20 JA共済 presents なるほど! 交通安全（TOKYO FM） ▽7:40 NOEVIA Song of Life（TOKYO FM、東阪2局ネット） ▽8:01 イエローハット TODAY'S KEY NUMBER（TOKYO FM） ▽8:09 今日のスポーツ（TOKYO FM） ▽8:10 NEW TREND ONE（TOKYO FM） |
| 10:51 あぐりずむ（TOKYO FM）                                      | | | | | 6:00 Hug+（はぐたす） - 大塚由美 ▽6:55 MY OLYMPIC（TOKYO FM） ▽7:00 MORNING HEADLINE（TOKYO FM） ▽7:10 リポビタンD TREND NET（TOKYO FM） ▽7:20 JA共済 presents なるほど! 交通安全（TOKYO FM） ▽7:40 NOEVIA Song of Life（TOKYO FM、東阪2局ネット） ▽8:01 イエローハット TODAY'S KEY NUMBER（TOKYO FM） ▽8:09 今日のスポーツ（TOKYO FM） ▽8:10 NEW TREND ONE（TOKYO FM） |
| 11                                                                | 11:00 坂本美雨のディア・フレンズ（TOKYO FM） | 11:00 坂本美雨のディア・フレンズ（TOKYO FM） | 11:00 坂本美雨のディア・フレンズ（TOKYO FM） | 11:00 坂本美雨のディア・フレンズ（TOKYO FM） | 11:00 松任谷由実のYuming Chord（TOKYO FM） |
| 11                                                                | 11:30 LOVE FLAP -（月・火）谷口キヨコ -（水・木）下埜正太 | 11:30 LOVE FLAP -（月・火）谷口キヨコ -（水・木）下埜正太 | 11:30 LOVE FLAP -（月・火）谷口キヨコ -（水・木）下埜正太 | 11:30 LOVE FLAP -（月・火）谷口キヨコ -（水・木）下埜正太 | 11:30 Expedia presents Magical Scenery Tour （TOKYO FM） |
| 11                                                                | 11:30 LOVE FLAP -（月・火）谷口キヨコ -（水・木）下埜正太 | 11:30 LOVE FLAP -（月・火）谷口キヨコ -（水・木）下埜正太 | 11:30 LOVE FLAP -（月・火）谷口キヨコ -（水・木）下埜正太 | 11:30 LOVE FLAP -（月・火）谷口キヨコ -（水・木）下埜正太 | 11:55 ニュース・交通情報 |
| 12                                                                | 11:30 LOVE FLAP -（月・火）谷口キヨコ -（水・木）下埜正太 | 11:30 LOVE FLAP -（月・火）谷口キヨコ -（水・木）下埜正太 | 11:30 LOVE FLAP -（月・火）谷口キヨコ -（水・木）下埜正太 | 11:30 LOVE FLAP -（月・火）谷口キヨコ -（水・木）下埜正太 | 12:00 なんMEGA! - 前田彩名 |
| 13                                                                | 11:30 LOVE FLAP -（月・火）谷口キヨコ -（水・木）下埜正太 | 11:30 LOVE FLAP -（月・火）谷口キヨコ -（水・木）下埜正太 | 11:30 LOVE FLAP -（月・火）谷口キヨコ -（水・木）下埜正太 | 11:30 LOVE FLAP -（月・火）谷口キヨコ -（水・木）下埜正太 | 12:00 なんMEGA! - 前田彩名 |
| 14                                                                | 14:00 赤maru （月 - 木）赤松悠実 （月）セルライトスパ （火）モンスターエンジン （水）笑い飯 哲夫 （木）ギャロップ | 14:00 赤maru （月 - 木）赤松悠実 （月）セルライトスパ （火）モンスターエンジン （水）笑い飯 哲夫 （木）ギャロップ | 14:00 赤maru （月 - 木）赤松悠実 （月）セルライトスパ （火）モンスターエンジン （水）笑い飯 哲夫 （木）ギャロップ | 14:00 赤maru （月 - 木）赤松悠実 （月）セルライトスパ （火）モンスターエンジン （水）笑い飯 哲夫 （木）ギャロップ | 12:00 なんMEGA! - 前田彩名 |
| 15                                                                | 14:00 赤maru （月 - 木）赤松悠実 （月）セルライトスパ （火）モンスターエンジン （水）笑い飯 哲夫 （木）ギャロップ | 14:00 赤maru （月 - 木）赤松悠実 （月）セルライトスパ （火）モンスターエンジン （水）笑い飯 哲夫 （木）ギャロップ | 14:00 赤maru （月 - 木）赤松悠実 （月）セルライトスパ （火）モンスターエンジン （水）笑い飯 哲夫 （木）ギャロップ | 14:00 赤maru （月 - 木）赤松悠実 （月）セルライトスパ （火）モンスターエンジン （水）笑い飯 哲夫 （木）ギャロップ | 15:00 SMASH（ING）FRIDAY - 桜井雅斗 |
| 16                                                                | 16:00 Intense! -（月・火）三浦茉莉 -（水・木）中島静香 | 16:00 Intense! -（月・火）三浦茉莉 -（水・木）中島静香 | 16:00 Intense! -（月・火）三浦茉莉 -（水・木）中島静香 | 16:00 Intense! -（月・火）三浦茉莉 -（水・木）中島静香 | 15:00 SMASH（ING）FRIDAY - 桜井雅斗 |
| 17                                                                | 16:00 Intense! -（月・火）三浦茉莉 -（水・木）中島静香 | 16:00 Intense! -（月・火）三浦茉莉 -（水・木）中島静香 | 16:00 Intense! -（月・火）三浦茉莉 -（水・木）中島静香 | 16:00 Intense! -（月・火）三浦茉莉 -（水・木）中島静香 | 17:00 キン☆ボシ Happy Hour - しもぐち☆雅充 |
| 18                                                                | | | | | 17:00 キン☆ボシ Happy Hour - しもぐち☆雅充 |
| 18:20 My First Music（TOKYO FM）                                  | | | | | 17:00 キン☆ボシ Happy Hour - しもぐち☆雅充 |
| 18:30 藤原丈一郎のなにわんだふるラジオ - 藤原丈一郎（なにわ男子） | 18:30 カンバリ! - 関西ジュニア | 18:30 Aぇ!group小島健のラジキング- 小島健（Aぇ!group） | 18:30 おふらじ!EX - 淡路祐介、新井希衣 | | 17:00 キン☆ボシ Happy Hour - しもぐち☆雅充 |
| 18:30 藤原丈一郎のなにわんだふるラジオ - 藤原丈一郎（なにわ男子） | 18:30 カンバリ! - 関西ジュニア | 18:30 Aぇ!group小島健のラジキング- 小島健（Aぇ!group） | 18:30 おふらじ!EX - 淡路祐介、新井希衣 | 18:55 HIT STREET・交通情報 | |
| 19                                                                | 18:30 カンバリ! - 関西ジュニア | 19:00 BEYOOOOONDSのラジオクエスト - 西田汐里、江口紗耶（BEYOOOOONDS） | 18:30 おふらじ!EX - 淡路祐介、新井希衣 | 19:00 STARTING A BUSINESS | 19:00 超特急のRADIO EXPRESS - 超特急 |
| 19                                                                | 18:30 カンバリ! - 関西ジュニア | 19:25 HIT STREET | 18:30 おふらじ!EX - 淡路祐介、新井希衣 | 19:15 HIT STREET | 19:00 超特急のRADIO EXPRESS - 超特急 |
| 19                                                                | 18:30 カンバリ! - 関西ジュニア | 19:30 NMB48 坂田心咲 " 伊丹産業 人と紡ぐラジオ" - 坂田心咲（NMB48） | 18:30 おふらじ!EX - 淡路祐介、新井希衣 | 19:30 E∞tracks Selection 『Soaladio』- Soala 『キドフェノ喋ろうよ!』- KID PHENOMENON （※隔週出演） | 19:30 スパラジ! - SUPER★DRAGON |
| 20                                                                | 20:00 U.K.とヒロの 世のため後のためラジオ - U.K./楠雄二朗、ヒロ（吉野浩） | 20:00 HIT STREET | 20:00 らぶゆ〜おおさか - 大﨑洋、鎌田和樹 | 20:00 SND garden〜STOP! NAGARA DRIVING PROJECT - 珠久美穂子 | 20:00 アカネクラブ - akane |
| 20                                                                | 20:30 SDD 〜STOP! DRUNK DRIVING PROJECT〜 - RIO （福井へネット） | 20:30 〜みんなでつくるラジオ〜 「FANTASTIC RADIO」 - FANTASTICS from EXILE TRIBE | 20:30 イナズマロック レディオ（JFNC） | 20:30 大阪学院大学 presents 「clearanceのラジアカ!」 - clearance | 20:00 アカネクラブ - akane |
| 20                                                                | 20:30 SDD 〜STOP! DRUNK DRIVING PROJECT〜 - RIO （福井へネット） | 20:30 〜みんなでつくるラジオ〜 「FANTASTIC RADIO」 - FANTASTICS from EXILE TRIBE | 20:30 イナズマロック レディオ（JFNC） | 20:45 OCHA NORMAのオチャ飲みばなし - OCHA NORMA | 20:00 アカネクラブ - akane |
| 20                                                                | 20:55 LAUGH&MUSIC RADIO〜鈴木愛理のあいりがたり。 - 鈴木愛理 | | | | 20:00 アカネクラブ - akane |
| 21                                                                | 21:00 よしもとラジオ高校〜らじこー -（月）令和喜多みな実 -（火）ダブルアート -（水）吉田たち・NMB48(週替わりでメンバー2名が出演) -（木）祇園 -（全曜日アシスタント）みぃ | 21:00 よしもとラジオ高校〜らじこー -（月）令和喜多みな実 -（火）ダブルアート -（水）吉田たち・NMB48(週替わりでメンバー2名が出演) -（木）祇園 -（全曜日アシスタント）みぃ | 21:00 よしもとラジオ高校〜らじこー -（月）令和喜多みな実 -（火）ダブルアート -（水）吉田たち・NMB48(週替わりでメンバー2名が出演) -（木）祇園 -（全曜日アシスタント）みぃ | 21:00 よしもとラジオ高校〜らじこー -（月）令和喜多みな実 -（火）ダブルアート -（水）吉田たち・NMB48(週替わりでメンバー2名が出演) -（木）祇園 -（全曜日アシスタント）みぃ | 21:00 SOPHIA 松岡充のreturn to OSAKA ～本当に進化したのか?!～ - 松岡充（SOPHIA） |
| 21                                                                | 21:00 よしもとラジオ高校〜らじこー -（月）令和喜多みな実 -（火）ダブルアート -（水）吉田たち・NMB48(週替わりでメンバー2名が出演) -（木）祇園 -（全曜日アシスタント）みぃ | 21:00 よしもとラジオ高校〜らじこー -（月）令和喜多みな実 -（火）ダブルアート -（水）吉田たち・NMB48(週替わりでメンバー2名が出演) -（木）祇園 -（全曜日アシスタント）みぃ | 21:00 よしもとラジオ高校〜らじこー -（月）令和喜多みな実 -（火）ダブルアート -（水）吉田たち・NMB48(週替わりでメンバー2名が出演) -（木）祇園 -（全曜日アシスタント）みぃ | 21:00 よしもとラジオ高校〜らじこー -（月）令和喜多みな実 -（火）ダブルアート -（水）吉田たち・NMB48(週替わりでメンバー2名が出演) -（木）祇園 -（全曜日アシスタント）みぃ | 21:30 そえんじの音楽DOH! - そえんじ |
| 21                                                                | 21:55 ダブルアートの真剣音楽道 - ダブルアート | | | | |
| 22                                                                | 22:00 SCHOOL OF LOCK!（TOKYO FM） ▽22:15 第1週：乃木坂 LOCKS! 第2週：NiziU LOCKS! 第3週：INI LOCKS! 第4週：新しい学校のリーダーズ LOCKS! ▽22:55 HIT STREET ▽23:00 （月）ANZEN LOCKS! supported by JA共済 （水）松田LOCKS! SEASON15 supported by JASRAC （木）SCHOOL OF LOCK! 森林部 Supported by 王子ホールディングス ▽23:10 （月）ミセス LOCKS! （火）Saucy LOCKS! （水）宮世 LOCKS! （木）乃木坂 LOCKS! | 22:00 SCHOOL OF LOCK!（TOKYO FM） ▽22:15 第1週：乃木坂 LOCKS! 第2週：NiziU LOCKS! 第3週：INI LOCKS! 第4週：新しい学校のリーダーズ LOCKS! ▽22:55 HIT STREET ▽23:00 （月）ANZEN LOCKS! supported by JA共済 （水）松田LOCKS! SEASON15 supported by JASRAC （木）SCHOOL OF LOCK! 森林部 Supported by 王子ホールディングス ▽23:10 （月）ミセス LOCKS! （火）Saucy LOCKS! （水）宮世 LOCKS! （木）乃木坂 LOCKS! | 22:00 SCHOOL OF LOCK!（TOKYO FM） ▽22:15 第1週：乃木坂 LOCKS! 第2週：NiziU LOCKS! 第3週：INI LOCKS! 第4週：新しい学校のリーダーズ LOCKS! ▽22:55 HIT STREET ▽23:00 （月）ANZEN LOCKS! supported by JA共済 （水）松田LOCKS! SEASON15 supported by JASRAC （木）SCHOOL OF LOCK! 森林部 Supported by 王子ホールディングス ▽23:10 （月）ミセス LOCKS! （火）Saucy LOCKS! （水）宮世 LOCKS! （木）乃木坂 LOCKS! | 22:00 SCHOOL OF LOCK!（TOKYO FM） ▽22:15 第1週：乃木坂 LOCKS! 第2週：NiziU LOCKS! 第3週：INI LOCKS! 第4週：新しい学校のリーダーズ LOCKS! ▽22:55 HIT STREET ▽23:00 （月）ANZEN LOCKS! supported by JA共済 （水）松田LOCKS! SEASON15 supported by JASRAC （木）SCHOOL OF LOCK! 森林部 Supported by 王子ホールディングス ▽23:10 （月）ミセス LOCKS! （火）Saucy LOCKS! （水）宮世 LOCKS! （木）乃木坂 LOCKS! | 22:00 SCHOOL OF LOCK! FRIDAY（TOKYO FM） ▽22:00 学校運営戦略会議 ▽22:30 ビーバーLOCKS! ▽22:55 ECC presents SOLフューチャー宣言!（TOKYO FM、FM AICHI 東名阪3局ネット） |
| 23                                                                | 22:00 SCHOOL OF LOCK!（TOKYO FM） ▽22:15 第1週：乃木坂 LOCKS! 第2週：NiziU LOCKS! 第3週：INI LOCKS! 第4週：新しい学校のリーダーズ LOCKS! ▽22:55 HIT STREET ▽23:00 （月）ANZEN LOCKS! supported by JA共済 （水）松田LOCKS! SEASON15 supported by JASRAC （木）SCHOOL OF LOCK! 森林部 Supported by 王子ホールディングス ▽23:10 （月）ミセス LOCKS! （火）Saucy LOCKS! （水）宮世 LOCKS! （木）乃木坂 LOCKS! | 22:00 SCHOOL OF LOCK!（TOKYO FM） ▽22:15 第1週：乃木坂 LOCKS! 第2週：NiziU LOCKS! 第3週：INI LOCKS! 第4週：新しい学校のリーダーズ LOCKS! ▽22:55 HIT STREET ▽23:00 （月）ANZEN LOCKS! supported by JA共済 （水）松田LOCKS! SEASON15 supported by JASRAC （木）SCHOOL OF LOCK! 森林部 Supported by 王子ホールディングス ▽23:10 （月）ミセス LOCKS! （火）Saucy LOCKS! （水）宮世 LOCKS! （木）乃木坂 LOCKS! | 22:00 SCHOOL OF LOCK!（TOKYO FM） ▽22:15 第1週：乃木坂 LOCKS! 第2週：NiziU LOCKS! 第3週：INI LOCKS! 第4週：新しい学校のリーダーズ LOCKS! ▽22:55 HIT STREET ▽23:00 （月）ANZEN LOCKS! supported by JA共済 （水）松田LOCKS! SEASON15 supported by JASRAC （木）SCHOOL OF LOCK! 森林部 Supported by 王子ホールディングス ▽23:10 （月）ミセス LOCKS! （火）Saucy LOCKS! （水）宮世 LOCKS! （木）乃木坂 LOCKS! | 22:00 SCHOOL OF LOCK!（TOKYO FM） ▽22:15 第1週：乃木坂 LOCKS! 第2週：NiziU LOCKS! 第3週：INI LOCKS! 第4週：新しい学校のリーダーズ LOCKS! ▽22:55 HIT STREET ▽23:00 （月）ANZEN LOCKS! supported by JA共済 （水）松田LOCKS! SEASON15 supported by JASRAC （木）SCHOOL OF LOCK! 森林部 Supported by 王子ホールディングス ▽23:10 （月）ミセス LOCKS! （火）Saucy LOCKS! （水）宮世 LOCKS! （木）乃木坂 LOCKS! | 23:00 WEEKLY ARTIST FILE（TOKYO FM） |
| 23                                                                | 23:55 IMP.のIMPickup（TOKYO FM） | | | | |
| 0                                                                 | 0:00 JET STREAM（TOKYO FM） | 0:00 JET STREAM（TOKYO FM） | 0:00 JET STREAM（TOKYO FM） | 0:00 JET STREAM（TOKYO FM） | 0:00 JET STREAM（TOKYO FM） |
| 0                                                                 | 0:55 HIT STREET | | | | |
| 1                                                                 | 1:00 HIT STREET | 1:00 HIT STREET | 1:00 HIT STREET | 1:00 ツートライブの本当においしい肉は固くてまずい - ツートライブ | 1:00 From INI（JFNC） |
| 1                                                                 | 1:00 HIT STREET | 1:00 HIT STREET | 1:00 HIT STREET | 1:30 髙木雄也のYOU YAKAI - 髙木雄也（Hey! Say! JUMP） | 1:00 From INI（JFNC） |
| 2                                                                 | 1:00 HIT STREET | 1:00 HIT STREET | 1:00 HIT STREET | 2:00 HIT STREET | 1:00 From INI（JFNC） |
| 3                                                                 | 1:00 HIT STREET | 1:00 HIT STREET | 1:00 HIT STREET | 2:00 HIT STREET | 3:00 HIT STREET |
| 4                                                                 | 1:00 HIT STREET | 1:00 HIT STREET | 1:00 HIT STREET | 2:00 HIT STREET | 3:00 HIT STREET |

#### 週末
| 時              | 土曜 | 日曜                                                                                   |
| --------------- | --- | -------------------------------------------------------------------------------------- |
| 5               | 5:00 DJ Show-G's SET LIST for You - 鈴木しょう治                                                                                             | 5:00 Nj on the Radio! - Nj（西田二郎）                                                 |
| 5               | 5:00 DJ Show-G's SET LIST for You - 鈴木しょう治                                                                                             | 5:30 音蔵オーディションラジオ GET-A-CHANCE - 桜井雅斗                                  |
| 5               | 5:00 DJ Show-G's SET LIST for You - 鈴木しょう治                                                                                             | 5:55 HIT STREET                                                                        |
| 6               | 5:00 DJ Show-G's SET LIST for You - 鈴木しょう治                                                                                             | 6:00 天才的なバカになれ! - 玉田玉秀斎、廣田稔                                          |
| 6               | 5:00 DJ Show-G's SET LIST for You - 鈴木しょう治                                                                                             | 6:15 HIT STREET                                                                        |
| 6               | 5:00 DJ Show-G's SET LIST for You - 鈴木しょう治                                                                                             | 6:30 SET LIST for You                                                                  |
| 7               | 7:00 SET LIST for You | 7:00 西国三十三所 Trip around 33 - 谷口キヨコ、森清顕                                  |
| 7               | 7:25 HIT STREET・交通情報 | 7:00 西国三十三所 Trip around 33 - 谷口キヨコ、森清顕                                  |
| 7               | 7:30 HIT STREET | 7:30 Buy Now                                                                           |
| 7               | 7:30 HIT STREET | 7:45 小倉・IMALUの○○玉手箱                                                             |
| 7               | 7:45 LiLiCoのスウェーデン通信（AIR-G‘） |                                                                                        |
| 7               | 7:55 LIVE YOUR DREAM 〜本音で生きてください〜 - 高麗恵子 （JFN系4局ネット）                                                                  |                                                                                        |
| 8               | 8:00 旬!SHUN!ピックアップ | 8:00 ララ サンシャイン レディオ - 森高千里                                             |
| 8               | 8:15 わくわくお届け便 | 8:00 ララ サンシャイン レディオ - 森高千里                                             |
| 8               | 8:30 Peace of Mind:土曜の朝のサラ・オレイン （TOKYO FM、東阪2局ネット）                                                                      | 8:30 太田胃散 presents DAIGOのOHAYO-WISH!!（TOKYO FM、FM AICHI 東名阪3局ネット）       |
| 8               | 8:55 ニュース・交通情報 |                                                                                        |
| 9               | 9:00 NMB48 小嶋花梨の“旅する Morning Ship” supported by 商船三井さんふらわあ - 小嶋花梨（NMB48）（名阪2局ネット）                            | 9:00 SPITZ 草野マサムネのロック大陸漫遊記（TOKYO FM）                                  |
| 9               | 9:25 HIT STREET | 9:00 SPITZ 草野マサムネのロック大陸漫遊記（TOKYO FM）                                  |
| 9               | 9:30 “推したい夢”超ときめき♡宣伝部のめっちゃわかりみ～!! - 超ときめき♡宣伝部                                                                 | 9:00 SPITZ 草野マサムネのロック大陸漫遊記（TOKYO FM）                                  |
| 9               | 9:55 ニュース・交通情報 | 9:55 HIT STREET                                                                        |
| 10              | 10:00 SPORTS BEAT supported by TOYOTA（TOKYO FM）                                                                                            | 10:00 ASKA Terminal Melody（TOKYO FM）                                                 |
| 10              | 10:00 SPORTS BEAT supported by TOYOTA（TOKYO FM）                                                                                            | 10:30 YKK AP presents 皆藤愛子の窓café〜窓辺でcafé time〜（TOKYO FM）                  |
| 10              | 10:50 コスモアースコンシャスアクト 未来へのメッセージ （TOKYO FM）                                                                           |                                                                                        |
| 10              | 10:55 ニュース・交通情報 |                                                                                        |
| 11              | 11:00 Saturday Junction - 川原ちかよ - 遠藤淳 - 藤原岬（週替り） （α-STATION・Kiss FM KOBEと共同制作、同時生放送） ▽11:55 ニュース・交通情報 | 11:00 菊池風磨 hoursz（TOKYO FM）                                                      |
| 11              | 11:00 Saturday Junction - 川原ちかよ - 遠藤淳 - 藤原岬（週替り） （α-STATION・Kiss FM KOBEと共同制作、同時生放送） ▽11:55 ニュース・交通情報 | 11:30 木村拓哉 Flow supported by GYAO! （TOKYO FM）                                    |
| 11              | 11:00 Saturday Junction - 川原ちかよ - 遠藤淳 - 藤原岬（週替り） （α-STATION・Kiss FM KOBEと共同制作、同時生放送） ▽11:55 ニュース・交通情報 | 11:55 ニュース・交通情報                                                               |
| 12              | 11:00 Saturday Junction - 川原ちかよ - 遠藤淳 - 藤原岬（週替り） （α-STATION・Kiss FM KOBEと共同制作、同時生放送） ▽11:55 ニュース・交通情報 | 12:00 津田健次郎 SPEA/KING（TOKYO FM）                                                 |
| 12              | 11:00 Saturday Junction - 川原ちかよ - 遠藤淳 - 藤原岬（週替り） （α-STATION・Kiss FM KOBEと共同制作、同時生放送） ▽11:55 ニュース・交通情報 | 12:30 CHINTAI presents きゃりーぱみゅぱみゅ Chapter＃0〜Touch Your Heart〜（TOKYO FM） |
| 12              | 12:55 HIT STREET | 12:55 ニュース・交通情報                                                               |
| 13              | 13:00 JA全農 COUNTDOWN JAPAN（TOKYO FM） | 13:00 いいこと、聴いた（TOKYO FM）                                                     |
| 13              | 13:53 KUMON 笑顔100点満点 大学生リレー（TOKYO FM）                                                                                           | 13:00 いいこと、聴いた（TOKYO FM）                                                     |
| 13              | 13:55 HIT STREET | 13:55 マクセル meets カレッジナレッジ - 坂口有望（東名阪3局ネット）                    |
| 14              | 14:00 福山雅治 福のラジオ（TOKYO FM） | 14:00 山下達郎の楽天カード サンデー・ソングブック（TOKYO FM）                          |
| 14              | 14:55 ニュース・交通情報 | 14:55 三井倉庫グループ presents 未来に「つなぐ」物語 （TOKYO FM）                      |
| 15              | 15:00 ACN presents 丸山茂樹のMOVING SATURDAY（TOKYO FM）                                                                                     | 15:00 日本郵便 SUNDAY'S POST（TOKYO FM）                                               |
| 15              | 15:25 日本住宅ローン GO!GO!家族（TOKYO FM）                                                                                                  | 15:00 日本郵便 SUNDAY'S POST（TOKYO FM）                                               |
| 15              | 15:30 広瀬すずの「よはくじかん」（TOKYO FM）                                                                                                 | 15:00 日本郵便 SUNDAY'S POST（TOKYO FM）                                               |
| 15              | 15:50 ルートインホテルズ presents とっておきここだけの旅～ここ旅～ （TOKYO FM）                                                              |                                                                                        |
| 15              | 15:55 HIT STREET・交通情報 |                                                                                        |
| 16              | 16:00 リリー・フランキー「スナック ラジオ」（TOKYO FM）                                                                                      | 16:00 ももいろクローバーZのSUZUKI ハッピー・クローバー!TOP10（TOKYO FM）               |
| 16              | 16:55 ニュース・交通情報 |                                                                                        |
| 17              | 17:00 川島明 そもそもの話（TOKYO FM） | 17:00 NISSAN あ、安部礼司〜BEYOND THE AVERAGE（TOKYO FM）                              |
| 17              | 17:55 マインド - 吉田良治（第1・4・5週）、あおぞらをキミに（第2週）、脳内パステル さほ・りな（第3週）                                        | 17:55 一建設 presents おうちのはなし（TOKYO FM）                                       |
| 18              | 18:00 ながの社長の MUSIC BOSS - ながの社長、くわがた心                                                                                       | 18:00 WELFARE group presents それU.K.!! ミライbridge - U.K./楠雄二朗、谷本吉紹         |
| 18              | 18:25 ニュース・交通情報 | 18:00 WELFARE group presents それU.K.!! ミライbridge - U.K./楠雄二朗、谷本吉紹         |
| 18              | 18:30 こどもてらす〜To Zero for Children〜 - 大塚由美                                                                                        | 18:30 OSAKA TALKING HEADS - 石川ひろたか、出世凪沙                                     |
| 19              | 19:00 SET LIST for You | 19:00 SUNDAY SPECIAL （月1回）『村上RADIO』（TOKYO FM）                                |
| 19              | 19:30 トヨタ南海グループ presents RADIO TEST DRIVE - 今井優杏                                                                                | 19:00 SUNDAY SPECIAL （月1回）『村上RADIO』（TOKYO FM）                                |
| 19              | 19:55 HIT STREET・交通情報 |                                                                                        |
| 20              | 20:00 ウインズ平阪の情熱サタデー - ウインズ平阪、チェリー森田                                                                                | 20:00 SET LIST for You                                                                 |
| 20              | 20:30 オトナル原口大輝のエスケープジャーニー - 原口大輝                                                                                      | 20:30 SET LIST for You                                                                 |
| 21              | 21:00 Little Black DressのMake Sense - Little Black Dress                                                                                    | 21:00 杉浦太陽・村上佳菜子 日曜まなびより（TOKYO FM）                                  |
| 21              | 21:00 Little Black DressのMake Sense - Little Black Dress                                                                                    | 21:25 HIT STREET                                                                       |
| 21              | 21:30 五十嵐はるみのソー・ナイス - 五十嵐はるみ                                                                                              | 21:30 Collection - えのぐ、世津田スン、YK、L-VOKAL                                     |
| 21              | 21:55 HIT STREET |                                                                                        |
| 22              | 22:00 ドリームハート（TOKYO FM） | 22:00 Dr.Recella presents 江原啓之 おと語り （TOKYO FM、東阪・山陰3局ネット）          |
| 22              | 22:00 ドリームハート（TOKYO FM） | 22:25 HIT STREET                                                                       |
| 22              | 22:30 SEKAI NO OWARI “The House”（TOKYO FM）                                                                                                 | 22:30 Kolokolのレディオ・コロコリズム - Kolokol                                        |
| 22              | 22:55 大阪芸大 学ラジ! - 大阪芸術大学放送学科Golden Eggs                                                                                     | 22:30 Kolokolのレディオ・コロコリズム - Kolokol                                        |
| 23              | 23:00 桑田佳祐のやさしい夜遊び（TOKYO FM）                                                                                                   | 23:00 鈴木敏夫のジブリ汗まみれ（TOKYO FM）                                             |
| 23              | 23:00 桑田佳祐のやさしい夜遊び（TOKYO FM）                                                                                                   | 23:30 The Classic（TOKYO FM）                                                          |
| 23              | 23:55 HIT STREET | 23:55 Girls STREET                                                                     |
| 0               | 23:55 HIT STREET | 0:00 なにわルネサンス「おとなの文化村」 - 野杁育郎、能口仁宏、任啓子                   |
| 0               | 0:00 Music Planet presents RADIO★PLANET Osaka - 小早川秀樹                                                                                   | 0:00 なにわルネサンス「おとなの文化村」 - 野杁育郎、能口仁宏、任啓子                   |
| 0               | 0:15 仏教伝道協会presents 笑い飯 哲夫のサタデー・ナイト仏教 - 笑い飯哲夫                                                                     | 0:00 なにわルネサンス「おとなの文化村」 - 野杁育郎、能口仁宏、任啓子                   |
| 0               | 0:30 AKRacing presents LAUGH & MUSIC Time Travel - 清塚信也、見取り図                                                                        | 0:00 なにわルネサンス「おとなの文化村」 - 野杁育郎、能口仁宏、任啓子                   |
| 0               | 0:55 HIT STREET | 0:00 なにわルネサンス「おとなの文化村」 - 野杁育郎、能口仁宏、任啓子                   |
| 1               | 1:00 kento fukayaのパ二ポニパパニプス - kento fukaya                                                                                         | 0:00 なにわルネサンス「おとなの文化村」 - 野杁育郎、能口仁宏、任啓子                   |
| 1               | 1:00 kento fukayaのパ二ポニパパニプス - kento fukaya                                                                                         | 1:00 HIT STREET（※メンテナンスタイムの日は休止）                                       |
| 1               | 1:30 TENGA Presents Midnight World Cafe 〜TENGA茶屋〜 - ケンドーコバヤシ、ニッポンの社長、紗倉まな                                           |                                                                                        |
| 2               | |                                                                                        |
| 2:30 HIT STREET | |                                                                                        |
| 3               | |                                                                                        |
| 4               | |                                                                                        |